# Triangelns station

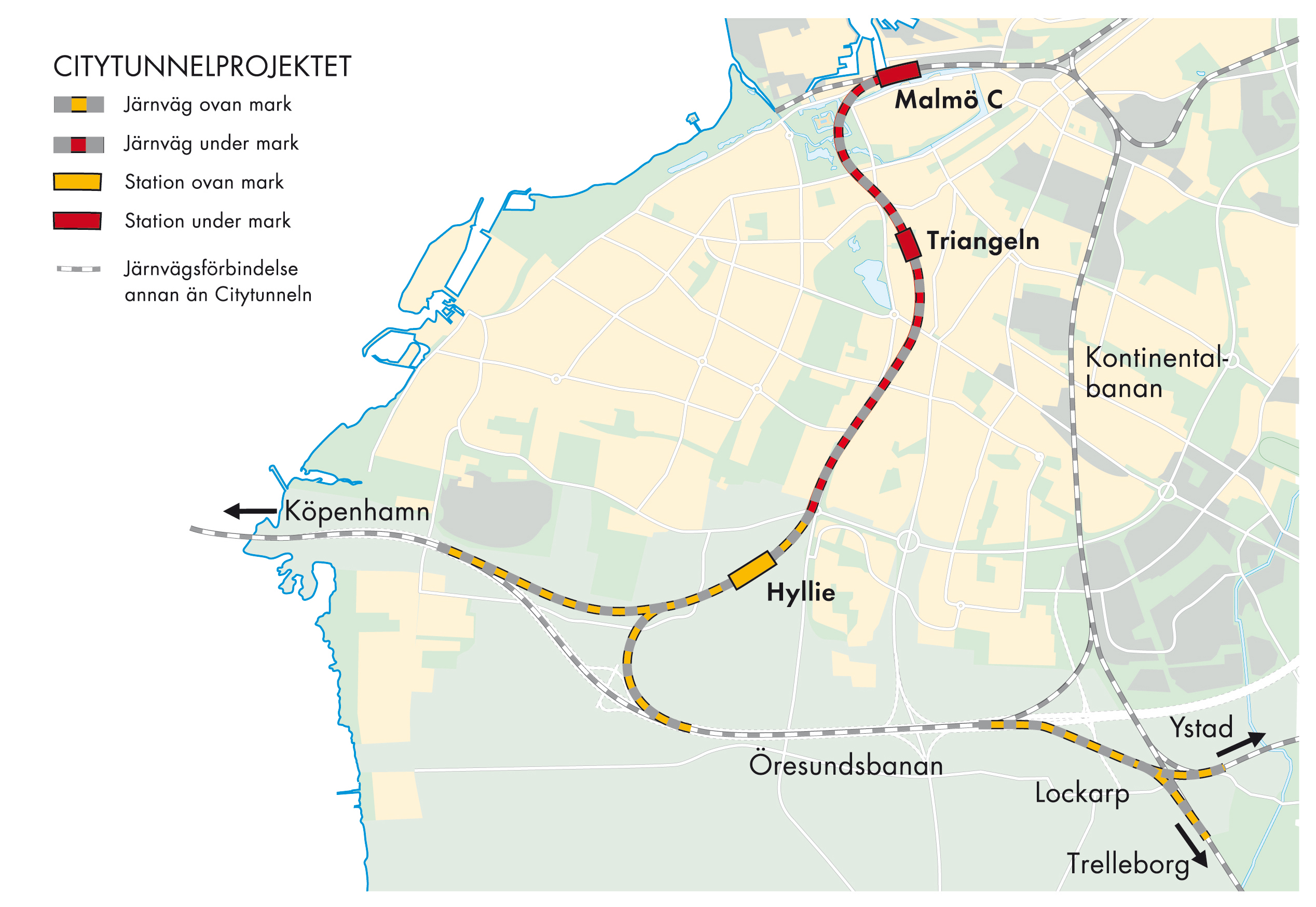
Citytunnelns sträckning med Triangelns station

Station Triangeln är en underjordisk järnvägsstation i centrala Malmö vid köpcentrumet Triangeln, som togs i drift 12 december 2010. 
Stationen är en underjordisk bergrumsstation under Triangeln med rulltrappor och hissar som leder upp dels till Triangelns köpcentrum och Sankt Johanneskyrkan, norra uppgången, samt till Tandvårdshögskolan och Skånes universitetssjukhus i Malmö, södra uppgången. Station Triangeln är en del av Citytunneln, en järnvägstunnel som går under centrala Malmö. Station Triangeln byggdes i ett underjordiskt bergrum, cirka 25 meter under markytan med två spår och en mellanliggande perrong. Stationen har ritats av KHR Arkitekter och Sweco och utsågs till 2011 års vinnare av arkitekturpriset Kasper Salin-priset.
Perrongen är 250 meter lång och 14,5 meter bred. Stationsrummet har ett innertak cirka fem meter över plattformen. Stationen trafikeras av Skånetrafikens regionaltåg Pågatågen och av Öresundståg. Malmö har två underjordiska stationer: dels station Triangeln, dels Malmö centralstations underjordiska stationsdel (spår 1-4).

## Trafik
Triangelns station
| Riktning från    | Föregående station | Linje       | Linje       | Linje       | Linje       | Linje       | Nästa station | Riktning mot                  |
| ---------------- | ------------------ | ----------- | ----------- | ----------- | ----------- | ----------- | ------------- | ----------------------------- |
| Østerport        | Hyllie             | Öresundståg | Öresundståg | Öresundståg | Öresundståg | Öresundståg | Malmö C       | Göteborg, Kalmar & Karlskrona |
| Simrishamn       | Hyllie             | Pågatågen   | Pågatågen   | Pågatågen   | Pågatågen   | Pågatågen   | Malmö C       | Landskrona–Helsingborg C      |
| Trelleborg       | Hyllie             | Pågatågen   | Pågatågen   | Pågatågen   | Pågatågen   | Pågatågen   | Malmö C       | Kristianstad                  |
| Malmö C–Persborg | Hyllie             | Pågatågen   | Pågatågen   | Pågatågen   | Pågatågen   | Pågatågen   | Malmö C       | Malmö C–Lomma–Kävlinge        |
| Hyllie           | Hyllie             | Pågatågen   | Pågatågen   | Pågatågen   | Pågatågen   | Pågatågen   | Malmö C       | Eslöv-Helsingborg C           |
| Hyllie           | Hyllie             | Pågatågen   | Pågatågen   | Pågatågen   | Pågatågen   | Pågatågen   | Malmö C       | Kävlinge-Åstorp               |

## Bilder

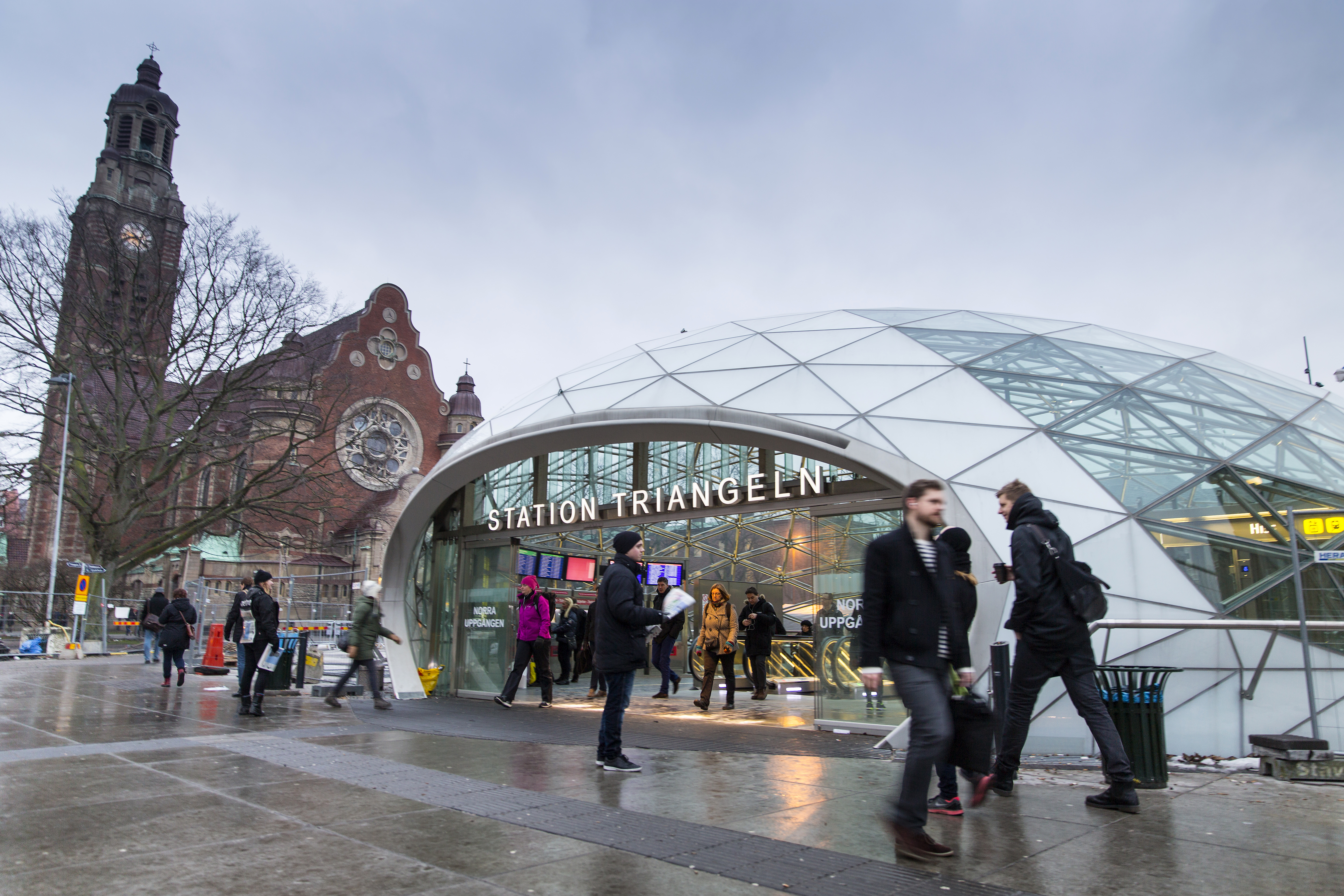
Norra entrén
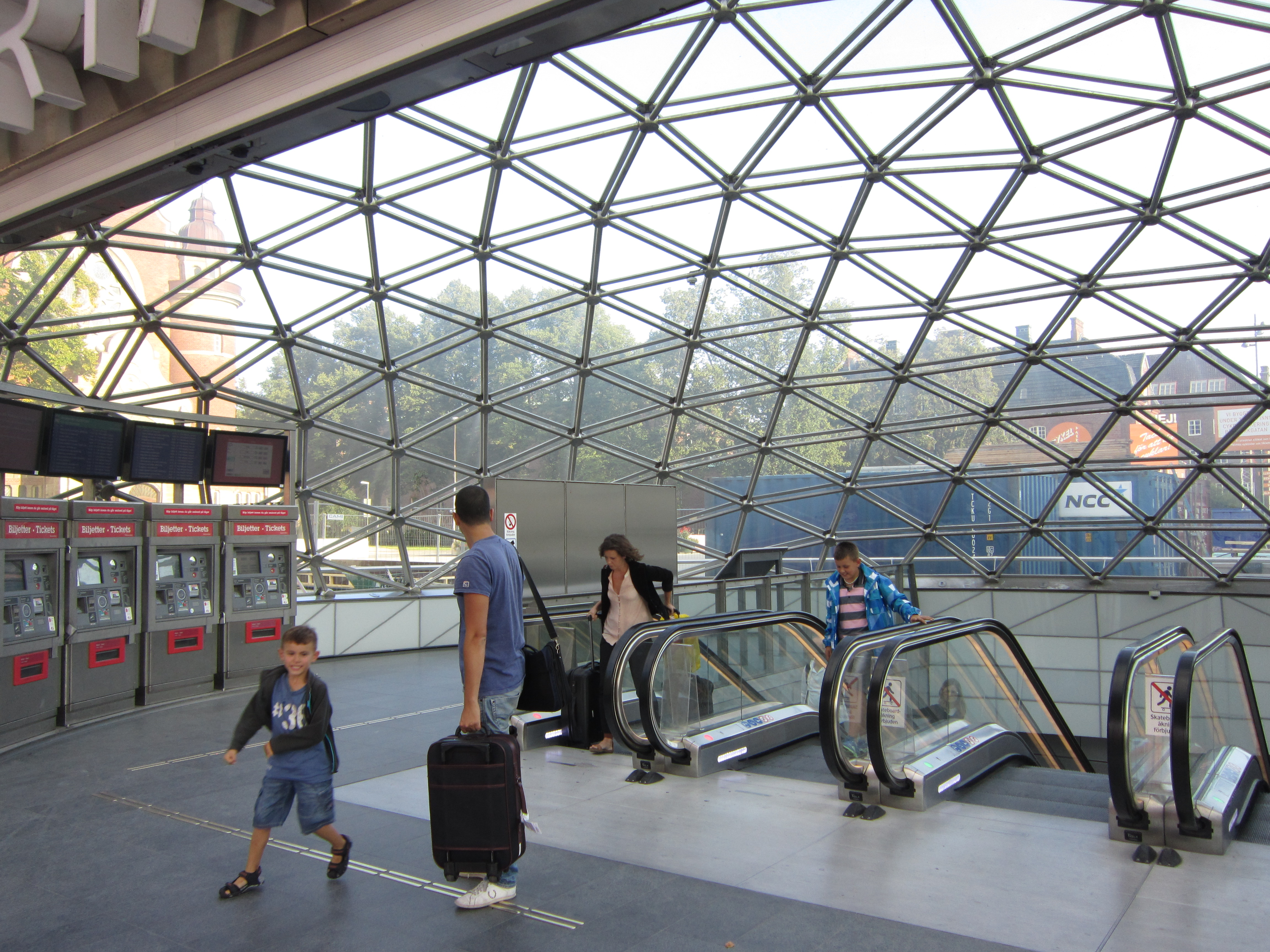
Norra entrén
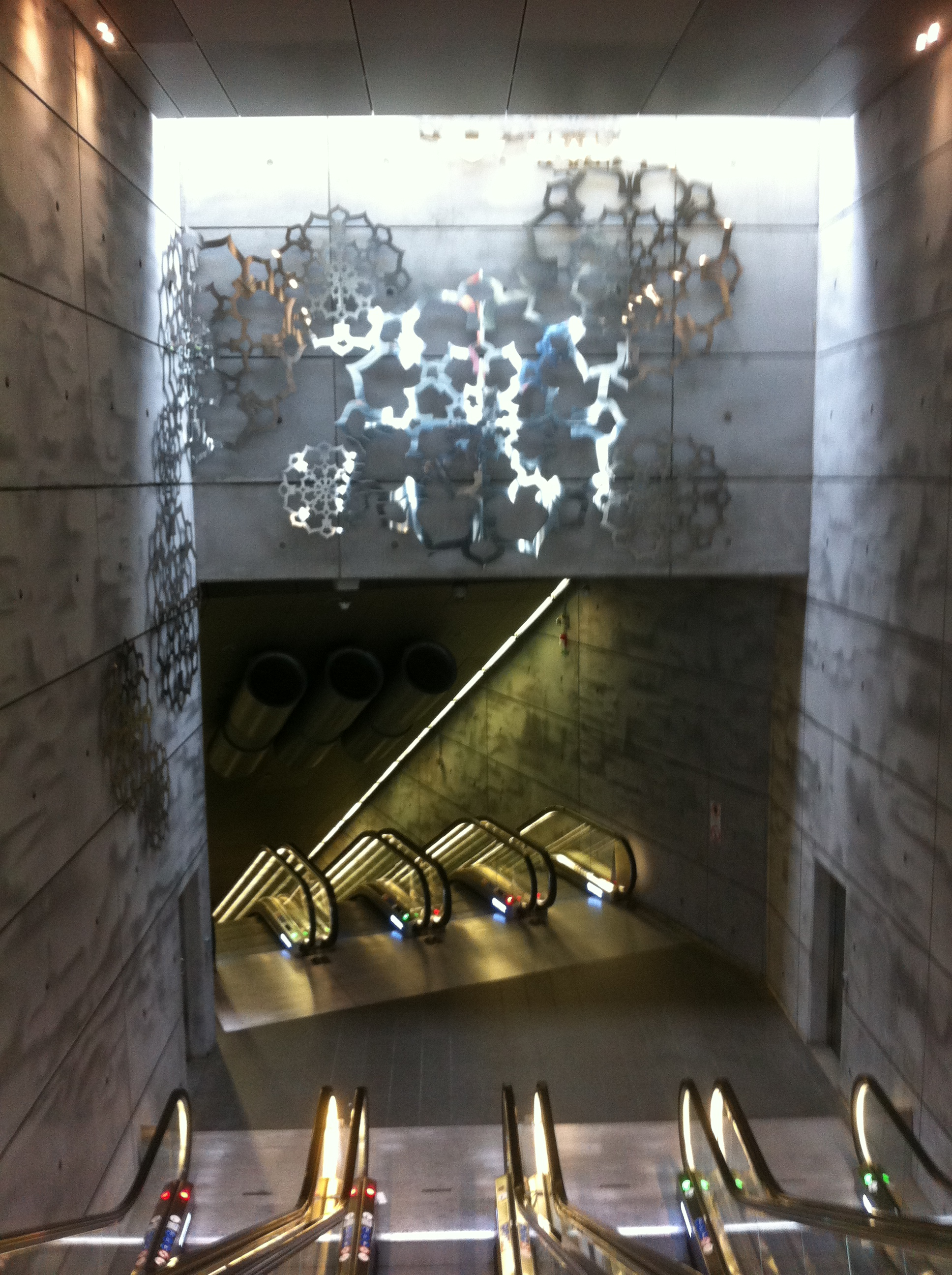
Rulltrappor Norra entrén
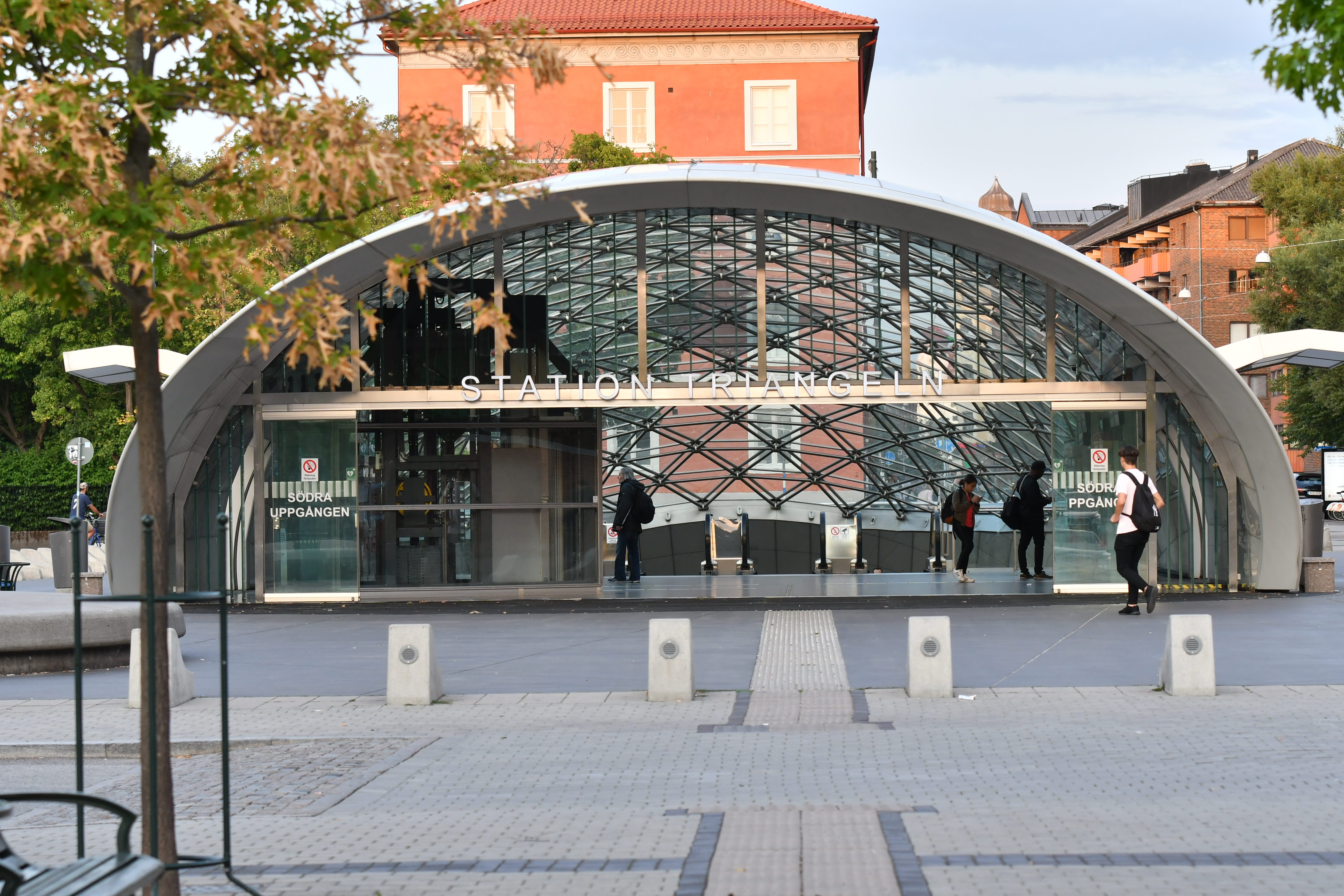
Södra entrén, Bo Widerbergs plats
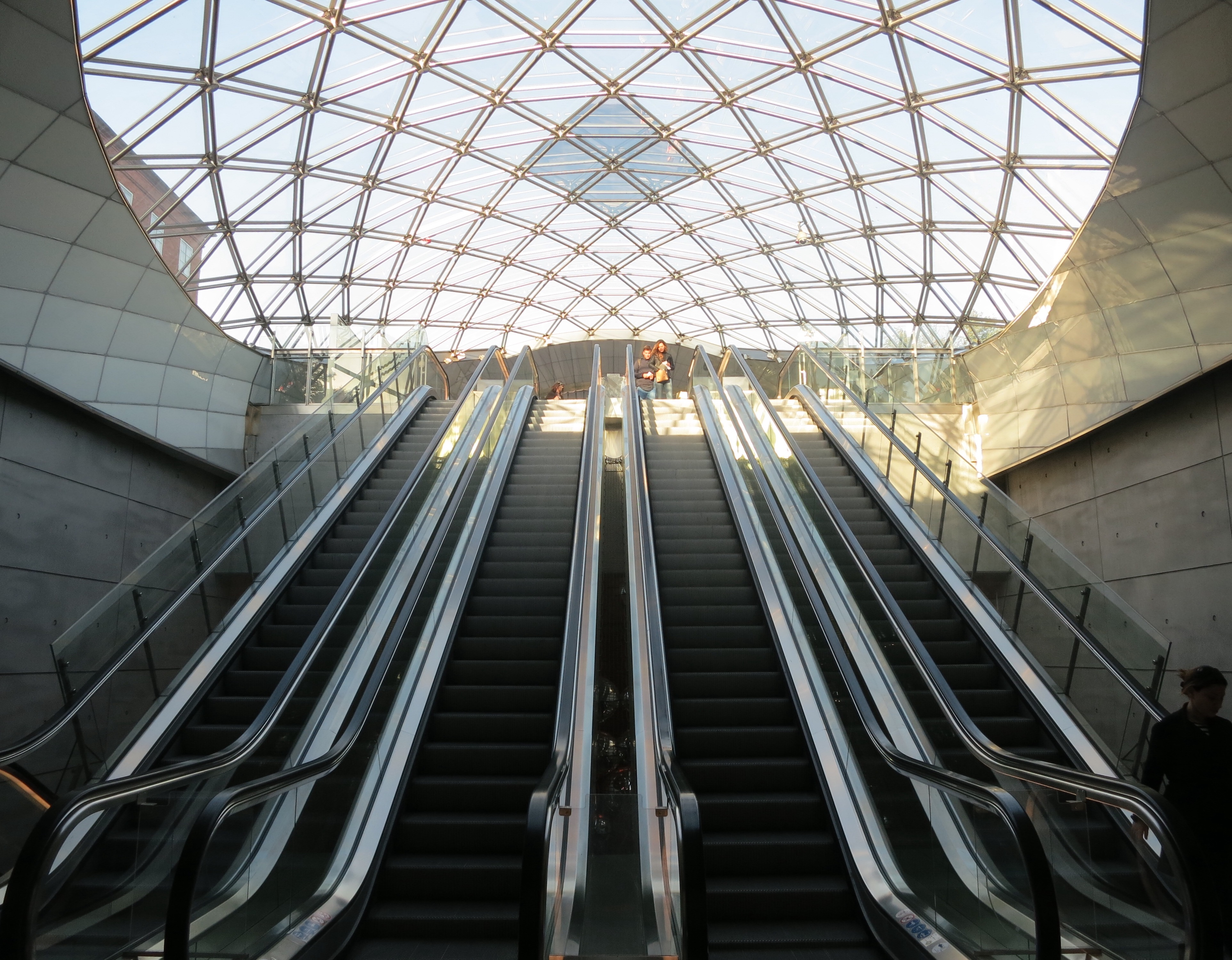
Södra entrén
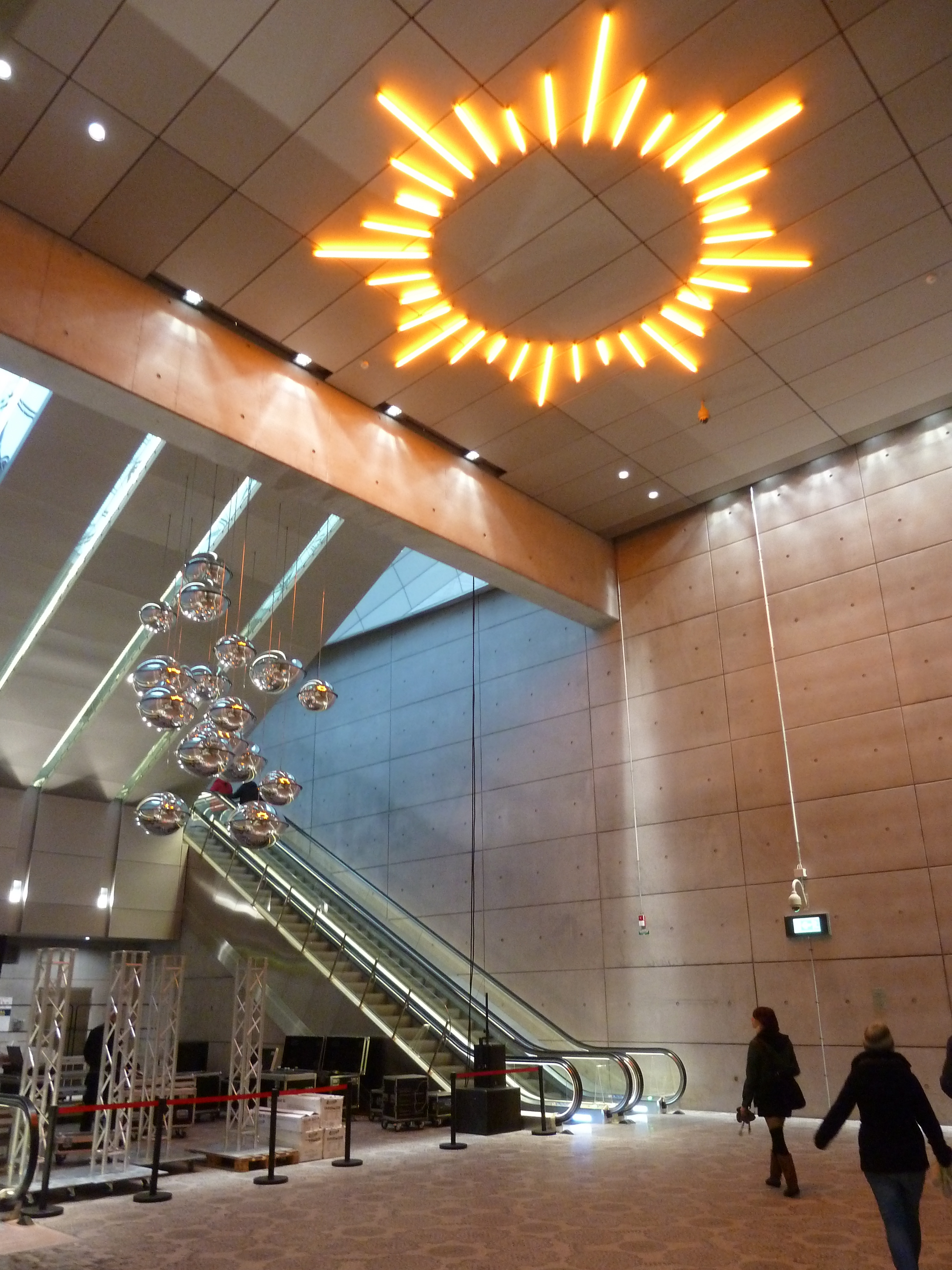
Rulltrappor Södra entrén
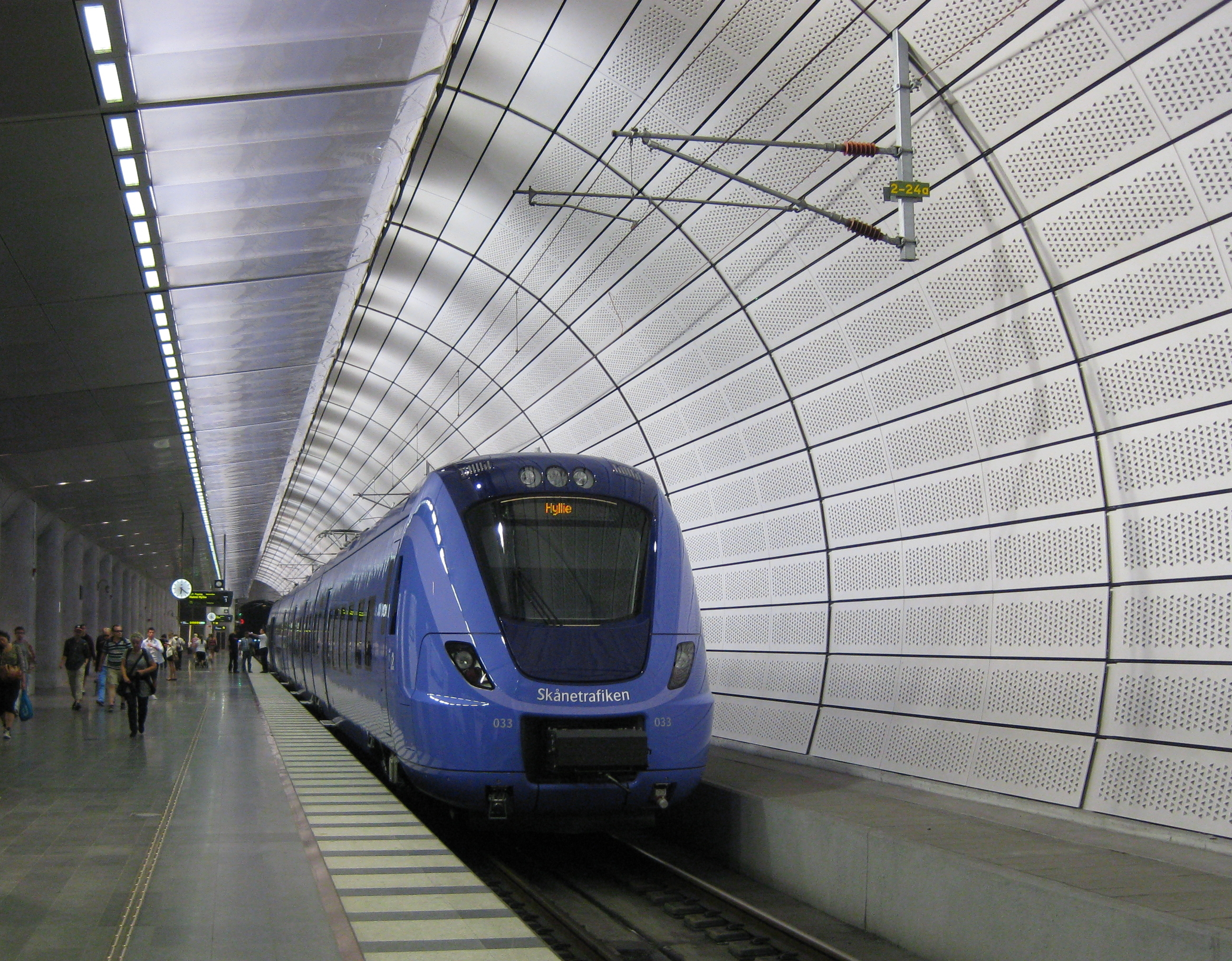
Pågatåg på station Triangeln
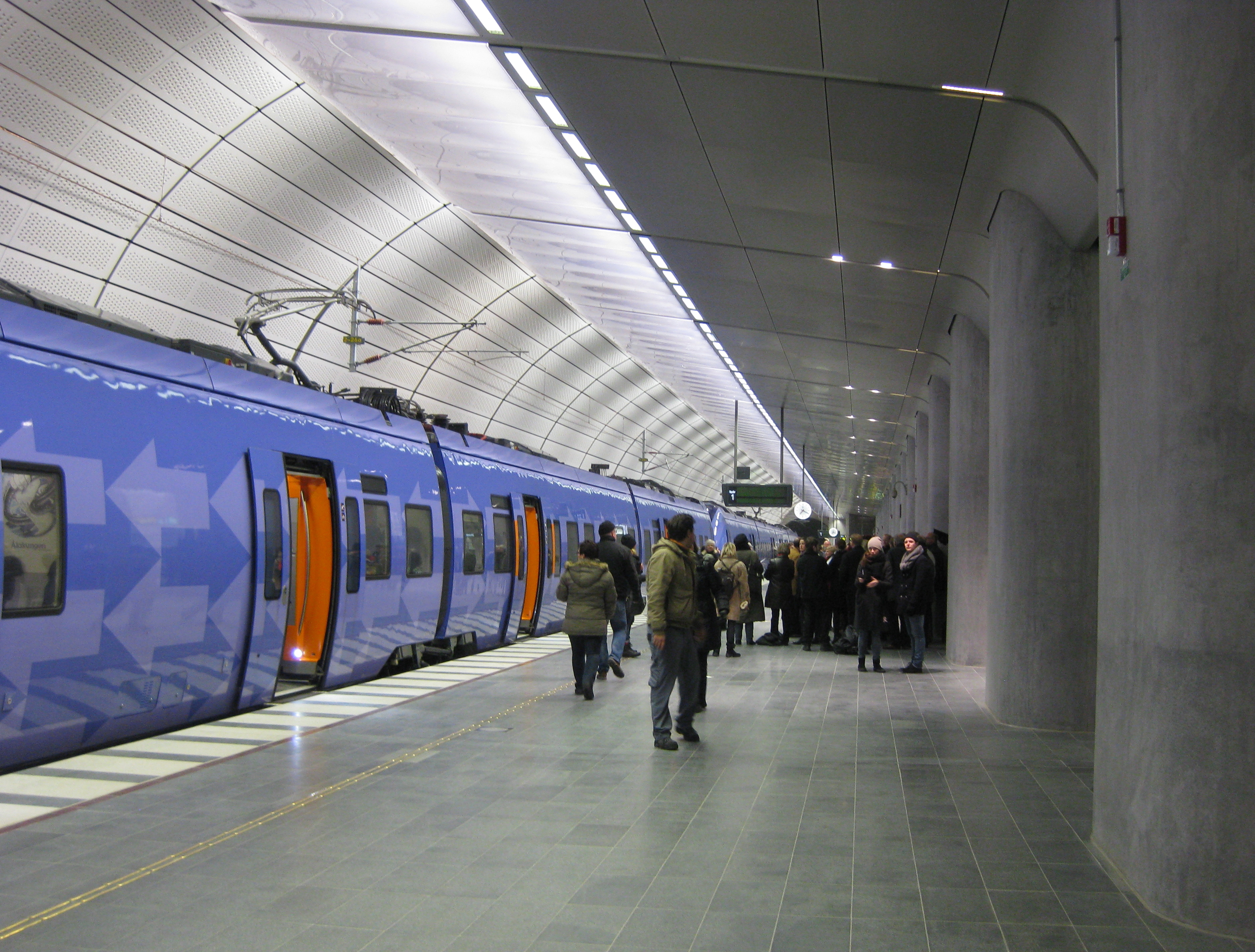
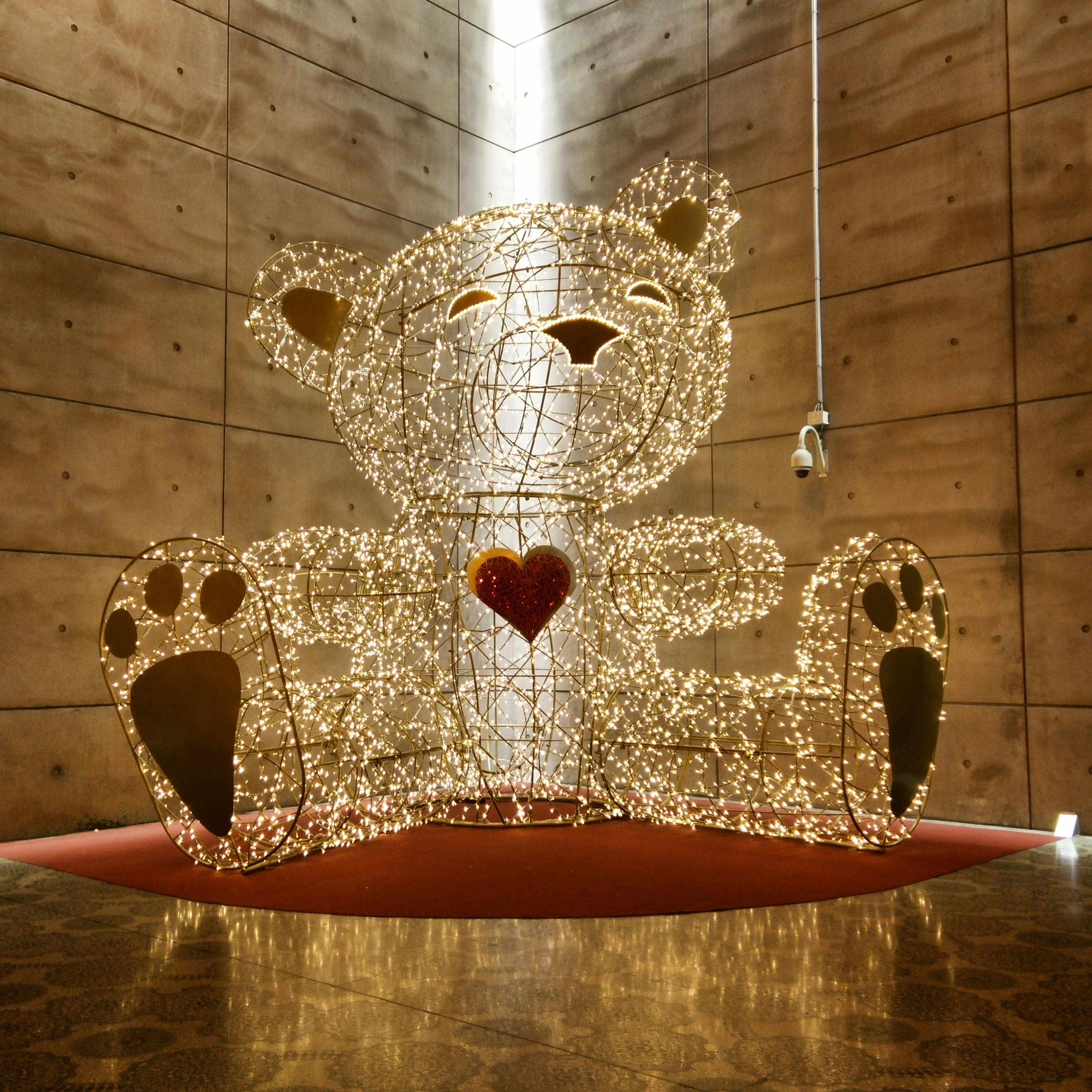
Återkommande juldekoration, södra uppgången